# Sevilla (ort)
Sevilla är en ort i Colombia.   Den ligger i departementet Valle del Cauca, i den centrala delen av landet, 210 km väster om huvudstaden Bogotá. Sevilla ligger 1 617 meter över havet och antalet invånare är 41 612.
Terrängen runt Sevilla är bergig. Runt Sevilla är det tätbefolkat, med 319 invånare per kvadratkilometer. Sevilla är det största samhället i trakten. Omgivningarna runt Sevilla är en mosaik av jordbruksmark och naturlig växtlighet.